# Juli 2012
Dit artikel geeft een chronologisch overzicht van belangrijke gebeurtenissen per dag in de maand juli van het jaar 2012.

## Gebeurtenissen

### 1 juli
- Presidents- en congresverkiezingen in Mexico.
- Cyprus neemt het voorzitterschap van de Raad van de Europese Unie over van Denemarken.
- De Nederlandse astronaut André Kuipers keert terug op aarde, na een verblijf van 193 dagen in de ruimte. Wikinieuws
- Met een 4-0-overwinning op Italië wint Spanje de finale van het Europees kampioenschap voetbal mannen in Kiev.

### 3 juli
- Yasser Arafat is mogelijk vergiftigd met het radioactieve polonium. Onderzoekers troffen ongewoon grote hoeveelheden van deze stof aan op zijn kleding en tandenborstel.
- De PvdA-fractie in de Tweede Kamer trekt haar steun voor het Joint Strike Fighter-programma in.

### 4 juli
- Wetenschappers van het CERN-instituut in Genève maken bekend naar alle waarschijnlijkheid het door Englert en Brout voorspelde higgsboson te hebben ontdekt.

### 5 juli
- In Londen wordt het hoogste gebouw van Europa geopend, de 310 meter hoge The Shard oftewel 'De Scherf'.

### 9 juli
- Serena Williams en Roger Federer winnen respectievelijk het vrouwen- en mannenenkel op het tennistoernooi van Wimbledon.
- Trainer Marcelo Bielsa en de clubleiding van Athletic Bilbao sluiten vrede. De Argentijn was in opspraak geraakt vanwege een woede-uitbarsting tegen bouwvakkers die op het trainingscomplex aan het werk waren.

### 11 juli
- Met behulp van de Ruimtetelescoop Hubble wordt de vijfde maan van Pluto ontdekt.

### 12 juli
- In het Syrische dorp Tremseh vindt een bloedbad plaats waarbij een groot aantal mensen wordt gedood, vermoedelijk bij een aanval van het Syrische leger.

### 13 juli
- Na een impasse van een halve eeuw wordt de kieskring Brussel-Halle-Vilvoorde opgesplitst in twee delen: het Arrondissement Brussel-Hoofdstad en de 'Brusselse Rand'.
- Op de grens tussen de Verenigde Staten en Mexico worden twee tunnels ontdekt die werden gebruikt om drugs te smokkelen. De 200 meter lange tunnels zijn onder meer voorzien van ventilatie en licht.
- De Engelse Wikipedia passeert de mijlpaal vier miljoen artikelen. Het vier miljoenste artikel gaat over de Egyptische stad Izbat Al Borg.

### 15 juli
- Polen wordt opgeschrikt door een reeks van tornado's. Een tornado die huishoudt in de buurt van Tuchówa in het noordwesten van Polen krijgt de classificatie EF3 (219–266 km/h). Er valt één dode en tien mensen raken gewond.
- Bij de Internationale Wiskunde Olympiade in Mar del Plata winnen twee Nederlandse middelbare scholieren een gouden medaille. Ze weten vier van de zes opgaven foutloos op te lossen. Nederland won eerder alleen goud in 1983 en 1977.
- De opstand in Syrië lijkt een beslissende fase te bereiken: De opstandelingen doen een aanval op diverse voorsteden van Damascus. Het zijn de hevigste gevechten in de Syrische hoofdstad sinds het begin van de opstand.

### 16 juli
- De Nijmeegse Vierdaagse gaat van start met 41.472 deelnemers uit 71 landen. Dit aantal is door het slecht weer minder dan voorgaande jaren.
- In de nieuwe ATP-ranglijst voor de week staat Roger Federer nog steeds nummer 1. Daarmee doet hij één week beter dan het vorige record van Pete Sampras, die in totaal 286 weken op nummer 1 stond. Federer zal de volgende weken zijn record nog vergroten, want hij blijft gegarandeerd op de nummer 1-positie tot de Olympische Spelen.
- Fabio Capello volgt Dick Advocaat op als bondscoach van het Russisch voetbalelftal.

### 17 juli
- De Luxemburgse wielrenner Fränk Schleck wordt positief bevonden bij een dopingcontrole in de Ronde van Frankrijk. Bij hem zijn sporen aangetroffen van een vochtafdrijvend middel. Hij ontkent doping te hebben gebruikt en zegt vergiftigd te zijn. Zijn broer Andy Schleck is overtuigd dat Frank de waarheid spreekt.
- De subcommissie Binnenlandse Veiligheid van de Amerikaanse Senaat zegt dat HSBC, de grootste bank van Europa, miljarden dollars van Mexicaanse drugskartels via filialen in Mexico en de Verenigde Staten heeft witgewassen.

### 18 juli
- Amerikaanse bergers halen 48 ton zilver uit een scheepswrak in de Atlantische Oceaan. De zilverschat is afkomstig uit het transportschip Gairsoppa dat tijdens de Tweede Wereldoorlog door de Duitsers tot zinken werd gebracht.
- Boze passagiers, die de vertragingen beu zijn, laten in de Egyptische stad Gizeh een trein ontsporen. Er raken zo'n tien mensen gewond.
- In Waalre wordt er met twee auto's een aanslag gepleegd op het gemeentehuis. De hierop volgende brand verwoest het pand.
- De 97-jarige László Csatáry wordt in Boedapest gearresteerd wegens oorlogsmisdaden. Hij was sleutelfiguur in de deportatie van 300 joden naar Oekraïne en zou in 1944 betrokken zijn geweest bij de organisatie van de deportatie van circa 15.700 joden naar Auschwitz.

### 20 juli
- Bij de première van de film The Dark Knight Rises in Aurora, Colorado schiet een man op het publiek, en veroorzaakt zeker 12 doden en tientallen gewonden. (Lees verder)

### 27 juli
- In Londen beginnen de Olympische Zomerspelen.

### 29 juli
- In Vitoria-Gasteiz behaalt de Australische triatleet Chris McCormack de wereldtitel lange afstand. Bij de vrouwen gaat de zege voor de tweede keer naar de Zwitserse Caroline Steffen.

## Overleden
← · januari · februari · maart · april · mei · juni · juli · augustus · september · oktober · november · december ·  →